# 터폴처

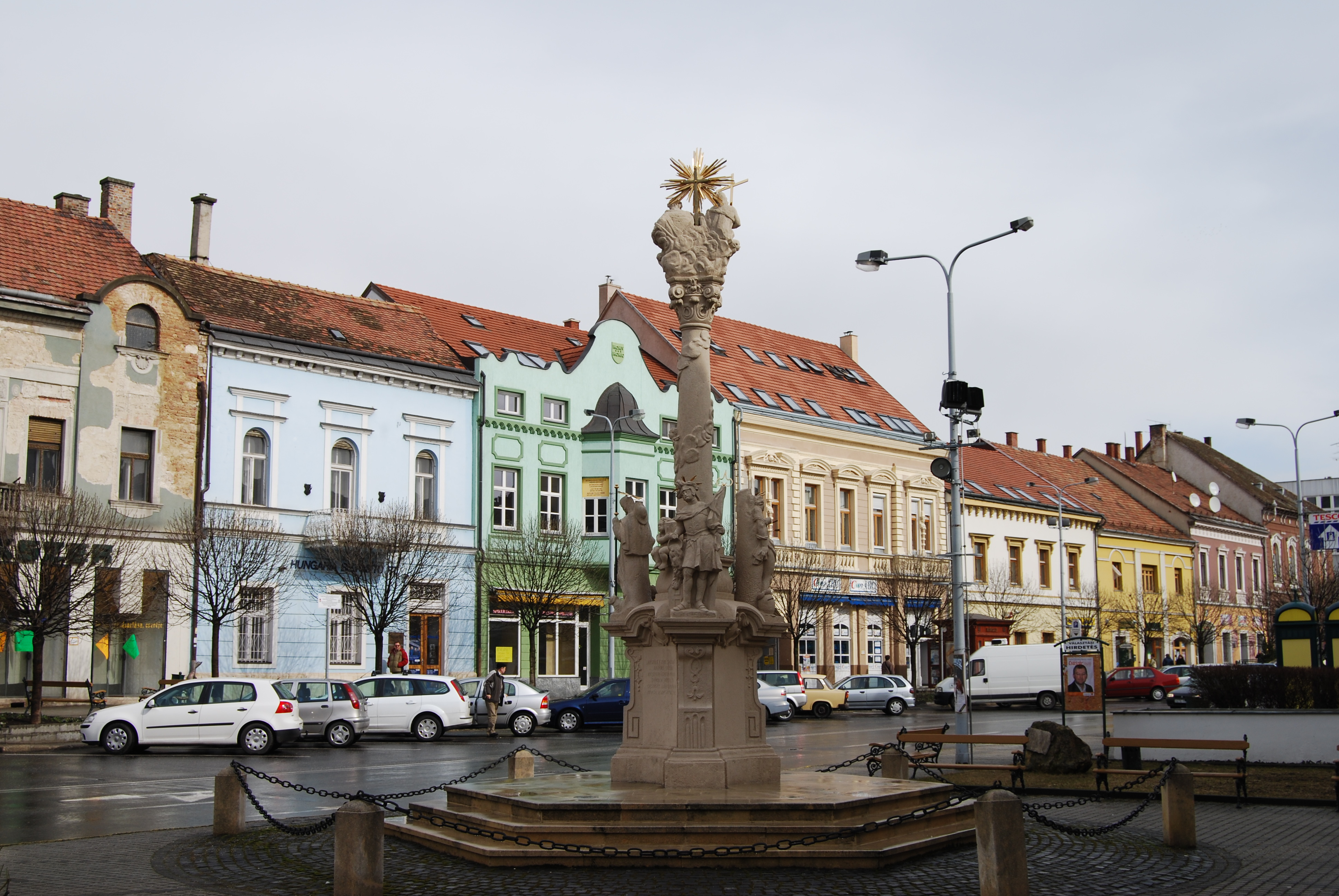
터폴처

터폴처(헝가리어: Tapolca, 독일어: Toppoltz 토폴츠[*])는 헝가리 베스프렘주의 도시로 면적은 63.48km2, 인구는 16,035명(2010년 기준), 인구 밀도는 279.43명/km2이다. 벌러톤호와 가까운 지점에 위치한다.

시 문장